# Household Cavalry

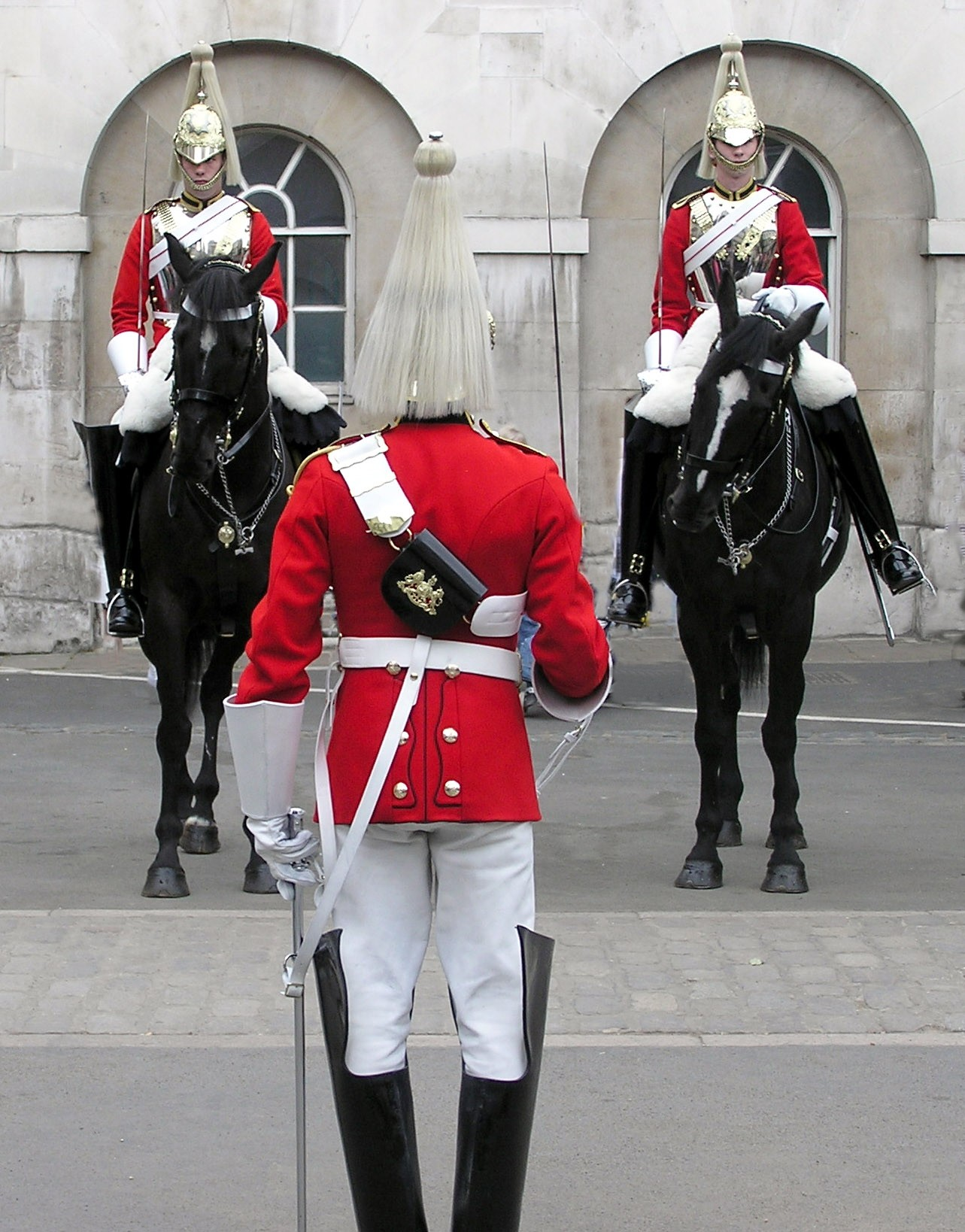
Life Guards in Whitehall, Londen

De Household Cavalry ("cavalerie van het huishouden") is een onderdeel van het Britse leger.
Het is een apart corps binnen het leger en bestaat uit twee regimenten: de Life Guards en de Blues and Royals. Dit zijn enkele van de oudste regimenten uit het Britse leger en hun geschiedenis gaat terug tot 1660. Samen met vijf regimenten Infantry Guards vormt de Household Cavalry de Household Division.